# 国立病院機構東埼玉病院
独立行政法人国立病院機構東埼玉病院（どくりつぎょうせいほうじん こくりつびょういんきこう ひがしさいたまびょういん）は、埼玉県蓮田市大字黒浜にある医療機関。独立行政法人国立病院機構が運営する病院である。旧国立療養所東埼玉病院。政策医療分野における神経・筋疾患、呼吸器疾患（結核を含む）、重症心身障害の専門医療施設であるほか、エイズ治療拠点病院の指定を受ける。慶應義塾大学病院の関連病院の一つである。

## 沿革
- 1944年2月 - 傷痍軍人埼玉療養所創設
- 1945年12月1日 - 厚生省移管、国立埼玉療養所発足
- 1974年4月 - 国立療養所東埼玉病院と改称
- 2001年1月6日 - 厚生労働省へ移管
- 2004年4月1日 - 独立行政法人へ移行、独立行政法人国立病院機構東埼玉病院発足
- 2009年7月 - 埼玉県難病相談・支援センター設置
- 2012年9月 - 新病棟が部分完成
- 2012年11月 - 新病棟の運用開始

## 診療科
- 神経内科
- 呼吸器内科
- リハビリテーション科
- 内科・総合診療科
- 循環器科
- 小児科
- 歯科・口腔外科
- リウマチ科
- 外科・消化器外科

## 医療機関の指定など
- 保険医療機関
- 労災保険指定医療機関
- 指定自立支援医療機関（更生医療・育成医療・精神通院医療）
- 身体障害者福祉法指定医の配置されている医療機関
- 生活保護法指定医療機関
- 結核指定医療機関
- 戦傷病者特別援護法指定医療機関
- 臨床研修指定病院（協力型）
- エイズ治療拠点病院
- 特定疾患治療研究事業委託医療機関
- 小児慢性特定疾患治療研究事業委託医療機関

## 交通アクセス
- JR宇都宮線（東北本線）蓮田駅から朝日バス
  - 蓮田駅東口 発 → 国立東埼玉病院 行 / 江ヶ崎馬場（みずほ団地） 行 / 東埼玉病院経由 岩槻駅西口 行 （合わせて1時間に3 - 4本）
  - 所要約15分、国立東埼玉病院下車

- 東武野田線岩槻駅から朝日バス
  - 岩槻駅西口 発 → 国立東埼玉病院 行 / 東埼玉病院経由 蓮田駅東口 行 （合わせて1時間に1本）
  - 所要約30分、国立東埼玉病院下車